# Мирний Олег Павлович
Олег Павлович Мирний (рос. Олег Павлович Мирный; нар. 8 квітня 1963, Краснодар, РРФСР) — радянський та російський футболіст, тренер, виступав на позиції півзахисника та нападника.

## Кар'єра гравця
Народився в Краснодарі, вихованець місцевої ДЮСШ «Урожай». Професіональну кар'єру розпочав 1981 року в майкопській «Дружбі», за яку виступав до 1983 року, провів за цей час 51 матч. У липні 1983 року перейшов у «Кубань», за яку в перший сезон провів лише 13 матчів у чемпіонаті. Наступного року зіграв вже 22 матчі, в яких відзначився 3-ма голаи в першості, ще 1 матч провів у Кубку СРСР. У 1985 році провів у складі «Кубані» 36 матчів, в яких відзначився 1 голом у чемпіонаті та відзначився 3-ма поєдинками в Кубку. У 1986 році перейшов у «Геолог» з Тюмені, де за два сезони провів 51 матч та відзначився 5-ма голами. У 1988 році, повернувся в «Кубань», за яку в тому сезоні зіграв 41 матч, відзначився 2-ма голами в воротах суперників у першості, та 2 матчі (1 гол) провів у Кубку країни. У наступному сезоні, який став для Олега останнім у складі «Кубані», зіграв 40 матчів у чемпіонаті та провів 1 поєдинок у Кубку. Всього у складі «Кубані» провів 152 матчі (забив 6 м'ячів) у першості СРСР і 7 поєдинків (забив 1 м'яч) у Кубку країни. У 1990 році перейшов у горьковский «Локомотив», за який в тому сезоні зіграв 31 матч та відзначився 3-ма голами. Сезон 1991 року розпочав в ужгородському «Закарпатті», в складі якого виступав до квітня, провівши за цей час 3 матчі. Потім з травня по липень грав за майкопську «Дружбу», провів 16 матчів та відзначився 2-ма голами, після чого, в серпні поповнив ряди «Навбахора» з Намангана, де й дограв сезон, провів 20 матчів та відзначився 2-ма голами. У сезоні 1992 роки зіграв 31 матч та відзначився 5-ма голами у складі челнинского клубу КАМАЗ, завдяки разом з командою цьому став переможцем зони «Центр» Першої ліги Росії, що давало право виходу до вищої ліги. Окрім цього, провів 3 матчі та відзначився 1 голом у першому розіграші Кубку Росії. У 1993 році, в своєму останньому професіональному сезоні, дебютував у Вищій лізі Росії, зігравши 2 матчі в чемпіонаті, після чого, в травні того року завершив кар'єру професіонального гравця, але з футболом не закінчив, продовжив виступати на аматорському рівні, в тому числі і за збірну ветеранів «Кубані».

## Кар'єра тренера
Після завершення кар'єри професійного гравця Олег Мирний займався тренерською діяльністю, працював у різних аматорських клубах. З 22 травня 2007 року по 2008 рік працював тренером у клубі «Краснодар-2000». У 2009 році керував молодіжним складом «Кубані», з 2010 року працював у вище вказаній команді другим тренером.

## Досягнення
КАМАЗ
- Перша ліга Росії (зона «Центр»)
  -  Чемпіон (1): 1992 (вихід у Вищій лізі Росії)